# Jorge-Semprún-Platz

Das Areal des heutigen Platzes mit dem Vimaria-Brunnen (vor 1934)

Der Jorge-Semprún-Platz vor dem Neuen Museum Weimar gehörte einmal zum Bereich des Rathenauplatzes in Weimar in der Nordvorstadt. Seine heutige Form erhielt er mit dem Bau des Gauforum Weimar in der Zeit des Nationalsozialismus.

## Gestaltung und Bebauung
Den Platz umschließen die Gebäude des früheren Gauforums, heute Sitz des Thüringer Landesverwaltungsamtes. Im Norden befindet sich das Neue Museum, östlich schließt das Weimar Atrium die Fläche ab. Unter dem Platz befindet sich die Tiefgarage des Atrium-Einkaufszentrums. Der Jorge-Semprún-Platz steht nicht als Gesamtheit auf der Liste der Kulturdenkmale in Weimar, jedoch ist die ihn umgebende Bebauung in den Denkmallisten erfasst. 
In seiner heutigen Gestaltung präsentiert sich der Platz vor dem Museum mit einem schlichten Springbrunnen sowie als große Grünfläche zwischen den Verwaltungsgebäuden und vor dem Atrium. Westlich begrenzt wird der Platz von der Harry-Graf-Kessler-Straße.

## Geschichte
Um 1880 als Vorplatz des Neuen Museums am Nordrand des Asbach-Grünzuges angelegt, hieß die Fläche zunächst Carl-August-Platz, dann Museumsplatz. Auf dem Platz stand bis in die 1930er Jahre der einst prächtigste Brunnen der Stadt, der Vimaria-Brunnen. Während der NS-Zeit hieß der Platz ab 1933 Adolf-Hitler-Platz und wurde mit dem Bau des Gauforums radikal umgestaltet und erweitert. In der DDR-Zeit war er Teil des Karl-Marx-Platzes. Nach 1990 hieß er einfach Weimar-Platz.
2018 wurde der Platz schließlich nach dem spanischen Schriftsteller und Widerstandskämpfer Jorge Semprún benannt, der einst im KZ Buchenwald inhaftiert war. Damit sollte der NS-Vergangenheit des Platzes Rechnung getragen werden. Die den Platz nach Westen begrenzende Straße vor dem Haus 2 des Landesverwaltungsamtes erhielt wenig später den Namen Harry-Graf-Kessler-Straße. 